# Christina Ricci
Christina Ricci (n. 12 februarie 1980) este o actriță americană de film și televiziune.

## Filmografie

### Film
| An   | Titlu                                     | Rol                    | Note                     |
| ---- | ----------------------------------------- | ---------------------- | ------------------------ |
| 1990 | Mermaids                                  | Kate Flax              |                          |
| 1991 | The Hard Way                              | Bonnie                 |                          |
| 1991 | The Addams Family                         | Wednesday Addams       |                          |
| 1993 | The Cemetery Club                         | Jessica                |                          |
| 1993 | Addams Family Values                      | Wednesday Addams       |                          |
| 1995 | Now and Then                              | Roberta Martin         |                          |
| 1995 | Gold Diggers: The Secret of Bear Mountain | Beth Easton            |                          |
| 1995 | Casper                                    | Kathleen "Kat" Harvey  |                          |
| 1996 | Bastard Out of Carolina                   | Dee Dee                |                          |
| 1996 | The Last of the High Kings                | Erin                   |                          |
| 1997 | Little Red Riding Hood                    | Little Red Riding Hood | Film TV                  |
| 1997 | That Darn Cat                             | Patti Randall          |                          |
| 1997 | The Ice Storm                             | Wendy Hood             |                          |
| 1998 | Buffalo '66                               | Layla                  |                          |
| 1998 | The Opposite of Sex                       | Dede Truitt            |                          |
| 1998 | Fear and Loathing in Las Vegas            | Lucy                   |                          |
| 1998 | Small Soldiers                            | Gwendy Doll (voce)     |                          |
| 1998 | Pecker                                    | Shelley                |                          |
| 1998 | I Woke Up Early The Day I Died            | Teenage Hooker         |                          |
| 1998 | Desert Blue                               | Ely Jackson            |                          |
| 1999 | 200 Cigarettes                            | Val                    |                          |
| 1999 | No Vacancy                                | Lillian                |                          |
| 1999 | Sleepy Hollow                             | Katrina Van Tassel     |                          |
| 2000 | Bless the Child                           | Cheri Post             |                          |
| 2000 | The Man Who Cried                         | Suzie                  |                          |
| 2001 | All Over the Guy                          | Rayna Wyckoff          |                          |
| 2001 | Prozac Nation                             | Elizabeth Wurtzel      |                          |
| 2002 | Pumpkin                                   | Carolyn McDuffy        |                          |
| 2002 | Miranda                                   | Miranda                |                          |
| 2003 | The Gathering                             | Cassie Grant           |                          |
| 2003 | Anything Else                             | Amanda Chase           |                          |
| 2003 | I Love Your Work                          | Shana                  |                          |
| 2003 | Monster                                   | Selby Wall             |                          |
| 2005 | Cursed                                    | Ellie Myers            |                          |
| 2006 | Penelope                                  | Penelope Wilhern       |                          |
| 2006 | Black Snake Moan                          | Rae Doole              |                          |
| 2006 | Home of the Brave                         | Sarah Schivino         |                          |
| 2008 | Speed Racer                               | Trixie                 |                          |
| 2008 | New York, I Love You                      | Camille                | Segmentul: "Shunji Iwai" |
| 2009 | All's Faire in Love                       | Kate                   |                          |
| 2009 | After.Life                                | Anna Taylor            |                          |
| 2010 | Alpha and Omega                           | Lilly (voce)           |                          |
| 2011 | California Romanza                        | Lena                   | Film scurt               |
| 2011 | Bucky Larson: Born to Be a Star           | Kathy McGee            |                          |
| 2012 | Bel Ami                                   | Clotilde de Marelle    |                          |
| 2012 | War Flowers                               | Sarabeth Ellis         |                          |
| 2012 | Fighting to Forgive                       | Sarabeth               |                          |
| 2013 | The Smurfs 2                              | Vexy (voce)            |                          |
| 2013 | Around the Block                          | Dino Chalmers          |                          |
| 2014 | Mothers Day                               | Rebecca                | producție                |
| 2014 | The Hero of Color City                    | Yellow (voce)          | Post-producție           |

### Televiziune
| An        | Titlu                    | Rol                    | Note                                                                                           |
| --------- | ------------------------ | ---------------------- | ---------------------------------------------------------------------------------------------- |
| 1990      | H.E.L.P.                 | Olivia                 | Episodul: "Are You There, Alpha Centauri?"                                                     |
| 1996      | The Simpsons             | Erin (voce)            | Episodul: "Summer of 4 Ft. 2"                                                                  |
| 2002      | The Laramie Project      | Romaine Patterson      | Film TV                                                                                        |
| 2002      | Malcolm in the Middle    | Kelly                  | Episodul: "Company Picnic: Part 1"                                                             |
| 2002      | Ally McBeal              | Liza Bump              | Rol recursiv (7 episoade)                                                                      |
| 2005      | Joey                     | Mary Teresa            | Episodul: "Joey and the Fancy Sister"                                                          |
| 2006      | Grey's Anatomy           | Hannah Davies          | Episoade: "It's the End of the World", "As We Know It"                                         |
| 2009      | Saving Grace             | Offcr. Abby Charles    | Episoade: "The Heart of a Cop", "Do You Believe in Second Chances?", "Take Me Somewhere, Earl" |
| 2011-2012 | Pan Am                   | Margaret "Maggie" Ryan | Rolul principal (14 episoade)                                                                  |
| 2012      | The Good Wife            | Therese Dodd           | Episodul: "Anatomy of a Joke"                                                                  |
| 2014      | Lizzie Borden Took An Ax | Lizzie Borden          | Film TV                                                                                        |

### Clipuri video
- "The Shoop Shoop Song (It's in His Kiss)" – Cher (1990)
- "Addams Groove" – MC Hammer (1991)
- "Addams Family (Whoomp!)" – Tag Team (1993)
- "Natural Blues" – Moby (2000)

### Multimedia
Cărți audio
- Gossip Girl – Narator
- Gossip Girl "You Know You Love Me" – Narator

Jocuri Video
- The Legend of Spyro: Dawn of the Dragon (2008) ca Cynder
- Speed Racer: The Videogame (2008) ca Trixie

## Premii
| An   | Premiu                          | Categorie                                                           | Producție                                | Rezultat     |
| ---- | ------------------------------- | ------------------------------------------------------------------- | ---------------------------------------- | ------------ |
| 1991 | Young Artist Award              | Best Young Actress Supporting Role in a Motion Picture              | Mermaids                                 | Câștigat     |
| 1993 | Saturn Award                    | Best Performance by a Younger Actor                                 | The Addams Family                        | Nominalizare |
| 1993 | Young Artist Award              | Best Young Actress Starring in a Motion Picture                     | The Addams Family                        | Nominalizare |
| 1994 | Saturn Award                    | Best Performance by a Younger Actor                                 | Addams Family Values                     | Nominalizare |
| 1995 | Special Award                   | Star of the Year                                                    |                                          | Câștigat     |
| 1996 | Saturn Award                    | Best Performance by a Younger Actor                                 | Casper                                   | Câștigat     |
| 1996 | Young Artist Award              | Best Young Leading Actress - Feature Film                           | Casper                                   | Nominalizare |
| 1996 | Young Artist Award              | Best Performance by a Young Ensemble - Feature Film or Video        | Now and Then                             | Nominalizare |
| 1998 | Blimp Award                     | Favorite Movie Actress                                              | That Darn Cat                            | Nominalizare |
| 1998 | Young Artist Award              | Best Performance in a Feature Film - Supporting Young Actress       | The Ice Storm                            | Nominalizare |
| 1998 | Young Artist Award              | Best Performance in a Feature Film - Leading Young Actress          | That Darn Cat                            | Nominalizare |
| 1998 | Golden Space Needle Award       | Best Actress                                                        | The Opposite of Sex, Buffalo '66         | Câștigat     |
| 1998 | NBR Award                       | Best Supporting Actress                                             | The Opposite of Sex                      | Câștigat     |
| 1998 | TFCA Award                      | Best Performance, Female                                            | The Opposite of Sex                      | Nominalizare |
| 1998 | YoungStar Award                 | Best Performance by a Young Actress in a Comedy Film                | The Opposite of Sex                      | Câștigat     |
| 1998 | YoungStar Award                 | Best Performance by a Young Actress in a Drama Film                 | The Ice Storm                            | Nominalizare |
| 1999 | Golden Satellite Award          | Best Performance by an Actress in a Motion Picture - Comedy/Musical | The Opposite of Sex                      | Câștigat     |
| 1999 | American Comedy Award           | Funniest Actress in a Motion Picture (Leading Role)                 | The Opposite of Sex                      | Nominalizare |
| 1999 | Golden Globe                    | Best Performance by an Actress in a Motion Picture - Comedy/Musical | The Opposite of Sex                      | Nominalizare |
| 1999 | Independent Spirit Award        | Best Female Lead                                                    | The Opposite of Sex                      | Nominalizare |
| 1999 | FFCC Award                      | Best Supporting Actress                                             | Buffalo '66, The Opposite of Sex, Pecker | Câștigat     |
| 1999 | Teen Choice Award               | Film - Choice Actress                                               |                                          | Nominalizare |
| 2000 | Teen Choice Award               | Film - Choice Actress                                               | Sleepy Hollow                            | Nominalizare |
| 2000 | Young Artist Award              | Best Performance in a Feature Film - Leading Young Actress          | Sleepy Hollow                            | Nominalizare |
| 2000 | B-Movie Award                   | Best Celebrity Cameo                                                | I Woke Up Early The Day I Died           | Câștigat     |
| 2000 | Saturn Award                    | Best Actress                                                        | Sleepy Hollow                            | Câștigat     |
| 2000 | Blockbuster Entertainment Award | Favorite Actress - Horror                                           | Sleepy Hollow                            | Câștigat     |
| 2001 | Blockbuster Entertainment Award | Favorite Supporting Actress - Suspense                              | Bless the Child                          | Câștigat     |
| 2001 | Young Hollywood Award           | Hottest, Coolest Young Veteran                                      |                                          | Câștigat     |
| 2002 | Teen Choice Award               | Film - Choice Actress, Comedy                                       | Pumpkin                                  | Nominalizare |
| 2004 | MTV Movie Award                 | Best Kiss (shared with Charlize Theron)                             | Monster                                  | Nominalizare |
| 2006 | Half-Life Award                 |                                                                     |                                          | Câștigat     |
| 2006 | Emmy Award                      | Outstanding Guest Actress in a Drama Series                         | Grey's Anatomy                           | Nominalizare |
| 2008 | Teen Choice Award               | Choice Movie Actress - Action Adventure                             | Speed Racer                              | Nominalizare |
| 2009 | Giffoni Award                   |                                                                     |                                          | Câștigat     |